# Rob Collewijn
Rob Collewijn (13 november 1962) is een Nederlands voormalig voetballer die uitkwam voor HFC Haarlem. Hij speelde als middenvelder.